# Šušnjari (Laktaši)
Pour les articles homonymes, voir Šušnjari.
Šušnjari (en serbe cyrillique : Шушњари) est un village de Bosnie-Herzégovine. Il est situé dans la municipalité de Laktaši et dans la république serbe de Bosnie. Selon les premiers résultats du recensement bosnien de 2013, il compte 750 habitants.

## Démographie

### Évolution historique de la population dans la localité
| 1948 | 1953 | 1961 | 1971 | 1981 | 1991 | 2013 |
| ---- | ---- | ---- | ---- | ---- | ---- | ---- |
| -    | -    | 645  | 624  | 773  | 678  | 750  |

|  |